# Oléni (Élide)
Oléni, en grec moderne : Ωλένη, est un village et un ancien dème du dème de Pýrgos, district régional d’Élide, en Grèce-Occidentale.
Selon le recensement de 2011, la population du dème compte 5 814 habitants tandis que celle du village s'élève à 509 habitants.